# Klepadlo

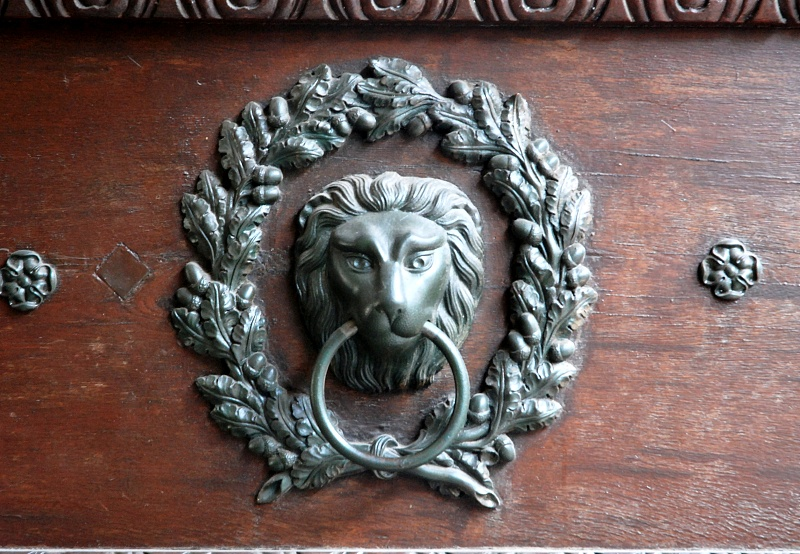
Klepadlo

Klepadlo je palička kruhového tvaru dopadající na kovovou kovadlinku nebo desku na dveřích. Klepadlo je nejčastěji kované ze železa nebo lité z bronzu. Nejčastějším motivem je lví hlava.